# Коваль, Виктор Станиславович
Ви́ктор Станисла́вович Кова́ль (29 сентября 1947, Москва — 1 февраля 2021, там же) — русский поэт, прозаик, художник, актёр кино. Известны также песни на его стихи, исполнявшиеся Андреем Липским.

## Биография
Родился 29 сентября 1947 года в Москве, в семье военнослужащего. В 1955—1961 годах активно снимался в кино. Окончил художественное училище, Московский полиграфический институт (художественно-графический факультет). Рисует иллюстрации для книг, журналов и газет. С 1970-х годов известен как поэт; в конце 1980-х вошёл в знаменитую поэтическую группу «Альманах» (М. Айзенберг, С. Гандлевский, Т. Кибиров, В. Коваль, Д. Новиков, Д. А. Пригов, Л. Рубинштейн). Публиковался в журналах «Знамя», «Театральная жизнь», «Esquire», «Большой город», в «Новой газете»; в сборниках, альманахах и антологиях: «Личное дело №», «Личное дело № 2», «Самиздат века», «Русские стихи 1950—2000 годов», «Revue svetovej literatury (Братислава)», «The Poetry of Perestroika» (Манчестер). Участвовал в поэтических фестивалях в Москве, Ярославле, Волгограде, Самаре, Тольятти, Лондоне, Кембридже, Гётеборге, Милане. Автор четырёх поэтических книг. Член Союза художников России. Член Союза писателей Москвы. Проживал в Москве.
В 2007 году был удостоен премии «Золотой телёнок» «Литературной Газеты» («Клуба 12 стульев»). Также в 2007 году Крымским геопоэтическим клубом были проведены Первые Ковальские чтения — интеллектуальный дружеский оммаж в стиле псевдонаучной литературоведческой конференции, где выступили с текстами о Ковале Михаил Айзенберг, Юлий Гуголев, Геннадий Каневский, Елена Гродская, Виктор Куллэ, Игорь Лёвшин, Герман Лукомников, Александр Макаров-Кротков, Александр Ожиганов, Анна Русс, Игорь Сид, Данил Файзов, Анатолий Шейн.
Скончался Виктор Коваль 1 февраля 2021 года на 74-м году жизни в Москве от коронавируса. Похоронен на Ваганьковском кладбище (участок 27).

## Цитаты о нём

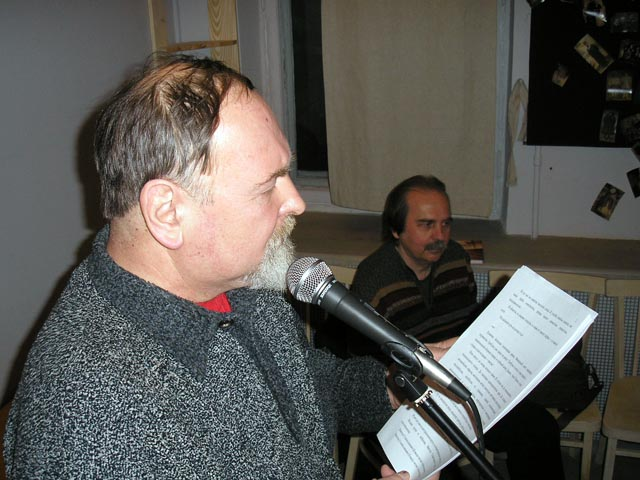
Поэт и прозаик Владимир Тучков выступает на Первых Ковальских чтениях. Виктор Коваль в глубине кадра. Москва, «Улица ОГИ», 26.01.2007.

- «Имя его не часто возникает в критических обзорах. Думаю, дело тут в том, что Коваль совершенно не поддаётся классификации. Что это — лирика, кабаре, балаган, шаманское камлание? Это ни то, ни другое, ни третье. Это Виктор Коваль, уникальное синкретическое явление» (Лев Рубинштейн)
- «В середине 80-х Коваль стал писать тексты для собственного исполнения. Слово „писать“ здесь как раз не подходит, потому что тексты эти автор не записывал. Он их разнообразно скандировал, выкрикивал, отхлопывал и оттанцовывал. Называлось всё это „речёвки“. Только на лондонских гастролях выяснилось, что никакие не „речёвки“, а самый настоящий рэп. Мы такого слова не знали, из чего следует, что не существовало и понятия. Коваль ненароком создал новый (для нас) жанр» (Михаил Айзенберг)
- «Стихи Коваля — это стихи в первую очередь произнесённые, обыгранные голосом, пропетые речитативом раёшника, и только потом (может быть) записанные. Звуковое сближение слов важнее, чем смысловое. Смысл может оказаться вообще утрачен или вынесен за скобки» (Владимир Губайловский)
- «В этих стихах мир одновременно предстаёт как праздник и сумасшествие, а жизнь как тайна и стоическая необходимость» (Анна Голубкова)

## Фильмография
- Васёк Трубачёв и его товарищи (1955) — брат Саши Булгакова (нет в титрах)
- К новому берегу (1955) — Айварс в детстве
- Дело Румянцева (1955) — Сашка Евдокимов
- Храбрый заяц (1955) — Ваня (озвучивание)
- Необыкновенное лето (1956) — Витя Шубников
- Под золотым орлом (1957)
- Дружок (1958) — Миша Козлов
- Заре навстречу (1959) — Яков
- Любушка (1961) — Сёмка Лыков